# Ancistrothyrsus hirtellus
Ancistrothyrsus hirtellus je biljka iz porodice trubanjevki (Passifloraceae), roda Ancistrothyrsus.
Zabilježena je da raste na 150 do 350 m nadmorske visine. Raste kao lijana u šumama u Venezueli, Peruu i Brazilu u amazonskim područjima te u Ekvadoru, pokrajina Napo. Zaštićena je u Yasuníju, nacionalnom parku.